# Johann Baptist Schönwetter
Johann Baptist Schönwetter (* 1671; † 7. April 1741 in Wien) war ein aus Frankfurt am Main stammender und in Wien wirkender Drucker, Verleger, Buchhändler und Zeitungsherausgeber.

## Leben
Johann Baptist Schönwetter entstammte einer prominenten katholischen Frankfurter Verlegerdynastie. Gegen Ende des 17. Jahrhunderts war er nach Wien eingewandert, wo er 1699 als Drucker und Verleger das Ansuchen stellte, ihm das Vorrecht auf einen „Kayl. und Königl. wie auch Nieder Österr. Landschafft und Kayl Residenz statt Wien Staats und Standts Calender“ zu erteilen, der „denen hießigen Inwohnern und frembden zur täglichen Nachricht“ gereichen könnte. Am 10. Jänner 1702 erhielt er für die sogenannten Staatskalender und Festkalender ein kaiserliches Privileg. Schönwetter schuf damit den Vorläufer des heutigen Amtskalenders.
Zugleich erhielt er ein kaiserliches Privileg für eine wöchentliche Zeitung, namentlich für das „Wiennerische Diarium“, das später als Wiener Zeitung firmieren sollte. Der allerersten Ausgabe des „Wiennerischen Diariums“ vom 8. August 1703 stellte Schönwetter, als Begrüßung an die Leserschaft, eine Art Grundsatzerklärung voran, und zwar in der Form einer immerhin eine ganze Zeitungsseite umfassenden „Anmerckung“, worin kundgetan wird, dass die in der Redaktion einlauffenden Begebenheiten / ohne einigen Oratorischen und Poëtischen Schminck / (...) sondern der blossen Wahrheit derer einkommenden Berichten gemäß (...) ordentlich vorgestellt werden. Damit wurde in der Berichterstattung von Beginn an Sachlichkeit zur obersten Maxime erhoben. Das Redaktionslokal des „Wiennerischen Diariums“ befand sich (bis 1721) im ehemaligen Haus „Zum roten Igel“ am Wildpretmarkt, der Druck erfolgte im Regensburgerhof am Lugeck. Die Leitung des Blatts behielt sich Schönwetter selbst vor. Mit der redaktionellen Arbeit betraute er Hieronimus Gmainer, der als erster Redakteur Wiens gilt. Für Übersetzungsarbeiten zog Schönwetter seinen sprachkundigen Korrektor Anton Hedlinger heran.
1706 firmierte Schönwetter in Wien auch als „Universitaetische(r) Buchhandler“, und in Abraham a Sancta Claras 1707 erschienenen Werk Kurtze Lob-Verfassung wird er als „Kayserl. Hof= und Academische(r) Buchführer“ bezeichnet. Schönwetter galt als gebildet und war selbst ein Literat.  In manchen seiner zahlreichen Drucke und umfänglichen Verlagswerke finden sich aus seiner Feder lateinische Lobgedichte auf den Autor.
1715 erwarb er die Druckerei Cosmerovius, die unter seinem Namen durch einen der Universität präsentierten und von ihr approbierten fachkundigen Factor geleitet wurde. Zu diesem Zeitpunkt scheint er die Verlegung geistlicher Literatur aufgegeben und sich der Sparte gängiger Nachrichten, Einblattdrucke und Flugblätter verschrieben zu haben, wodurch er zu einem beträchtlichen Vermögen gelangte.
Bezüglich des „Wienerischen Diariums“ ergab sich 1721 eine neue Situation: In diesem Jahr schlug eine vom Kaiserhof ins Leben gerufene Hofkommission vor, dass die Mittel für den Bau der neuen Hofbibliothek durch eine „Impost“ genannte Abgabe auf Kalender und Zeitungen aufgebracht werden sollten. Bei der auf Vorschlag der Hofkommission den Wiener Zeitungsherausgebern abverlangten Abgabe handelte es sich weniger um eine Zeitungssteuer als um einen Pachtbetrag für die Gewährung der entsprechenden Privilegien. Johann Baptist Schönwetter allerdings weigerte sich beharrlich, die verlangte Gebühr von 3000 Gulden jährlich zu entrichten. Infolgedessen wurde verfügt, dass bei weiterer Weigerung das Privileg dem Meistbietenden zuzuschlagen sei. Nach fortgesetzter Weigerung Schönwetters zu bezahlen, wurde das Privileg schließlich am 18. Dezember 1721 Johann Peter van Ghelen gewährt, der die Gebühr anstandslos beglich. Auf solche Weise ging Schönwetter des „Wienerischen Diariums“ verlustig.
In seinen letzten Lebensjahren kam Schönwetter in finanzielle Bedrängnis. Seine Druckerei wurde versteigert und er verarmte zusehends. Die näheren Umstände seines finanziellen Disasters sind nicht bekannt.
Schönwetter war zweimal verheiratet. Seine erste Ehefrau war Maria Susanna Schönwetter (geborene Schütz). Aus dieser Ehe sind vier Kinder bekannt. Von seiner zweiten Ehefrau ist lediglich bekannt, dass sie Katharina hieß. Johann Baptist Schönwetter verstarb am 7. April 1741 im 71. Lebensjahr im neuen Wagner’schen Haus auf dem Salzgries in Wien.